# 이것이냐 저것이냐
1843년에 두 권으로 출간된, 이것이냐 저것이냐(덴마크어 제목: Enten ‒ Eller)는 덴마크 철학자 쇠렌 키르케고르가 쓴 영향력 있는 책이다. 그는 이 책에서 심미적이고 윤리적인 실존의 "단계"를 탐구하였다.

## 구조
이 책은 키르케고르가 익명으로 저술한 첫 번째 저작으로, 그는 자신의 활동 전반기 내내 익명 저작을 발표했다. 이 책에서는 네 개의 필명이 등장한다.
- "빅터 에레미타"("Victor Eremita") - 이 책의 가상의 편집자, 그는 이 책의 본문이 오래된 접는 책상 안에서 발견되었다고 주장한다.
- "A" - 빅터 에레미타가 첫 번째 본문("Either")을 쓴 저자에게 준 별칭, 에레미타는 그의 진짜 이름이 알려지지 않았다고 주장한다.
- "B" - "판사 빌헬름" - 두 번째 본문인 "또는"을 쓴 가상의 저자.
- "요한네스"("Johannes") - 첫 번째 본문의 부분인 "세듀서의 일기"를 쓴 가상의 저자.[3]

## 쾌락주의
이것이냐 저것이냐는 인생에 대한 두 가지 견해를 묘사한다. 하나는 의식하는 쾌락주의이며, 다른 하나는 윤리적인 의무와 책임에 바탕을 두는 것이다. 삶을 보는 각각의 견해는 가상의 익명 저자가 기록했으며, 산문은 삶에 대한 견해를 토론하는 데 초점을 맞추고 있다. 예를 들어, 심미적 인생관은 간간이 시적 비유와 암시를 담은 짧은 에세이 형식으로 기록되었으며, 음악, 매혹, 희곡, 아름다움과 같은 심미적 주제를 다루고 있다. 윤리적 인생관은 좀 더 논쟁적이고 절제된 산문으로 된 두 개의 긴 편지로 기록되었으며, 도덕적 책임, 비판적 성찰, 결혼과 같은 주제를 다룬다. 책에 나타나는 견해는 깔끔하게 요약되는 체계적인 논리가 아니라, 익명 저자가 살아가면서 체험한 것을 구체적으로 표현하는 것이다. 이 책이 가장 관심을 갖고 있는 중요한 질문은, 아리스토텔레스가 물었던 질문인, "우리는 어떻게 살아야만 하는가?"이다.

## 역사적 맥락
"아이러니의 개념-소크라테스를 염두에 두고"(1841)라는 제목의 학술 논문을 쓰고 그 논문에 적은 견해를 옹호한 이후에, 키르케고르는 1841년 10월에 코펜하겐을 떠나서 겨울을 베를린에서 보냈다. 베를린을 방문한 것은 당시 탁월한 인물로 알려진 독일 철학자 프리드리히 빌헬름 요제프 셸링의 강의를 듣기 위해서이었다. 셸링의 강의를 듣고 난 후에 그 당시 청중 중 일부는 실망을 하게 되는데, 그 중에는 키르케고르도 있었다. 키르케고르는 셸링의 강의에 대해 "참을 수 없는 허튼소리"라고 적었다. 이후 전반적으로 그의 사상은 헤겔을 비롯한 독일 관념론의 합리주의적 경향에 대결하는 방향으로 나아가고, 신앙의 도약을 강조하는 것과 같이 비합리적, 비변증법적인 결단의 자세를 추구하는 모습을 보인다. 그가 현대철학의 선구자로 평가되는 것은 이 때문이다.

## 돈 조반니 분석
모차르트의 오페라 ＜돈 조반니＞를 통해 묘사되는 인간의 감성적ᐨ에로스적인 것에 대한 논의가 이루어지고 있다. ≪이것이냐 저것이냐≫ I부의 화자인 A는 모차르트에 대한 자신의 사랑을 이성적 사랑에 대비시키면서, 자신을 사랑에 빠진 여자와 비교한다. A에게 모차르트의 ＜돈 조반니＞는 에로스적인 것으로의 여행이자 즐거움의 원천을 의미한다.
A의 분석 대상인 오페라 ＜돈 조반니＞는 시간과 영원이라는 두 대립적 원리의 종합이다. 오페라의 시간성은 오페라의 두 구성 요소인 음악과 언어에서 찾을 수 있다. 언어가 구체적 실재이기 때문에 오페라 또한 구체적이고 시간적인 실재다. 음악이 시간적인 까닭은 선율이 오로지 음표의 연속으로서만 출현하고 또 그렇게 자신을 표현하며, 또 이 연속은 시간을 요하기 때문이다. 다른 한편 모든 고전 작품은 영원성을 포함하고 있다. 고전 작품은 이념을 표현하고, 모든 이념은 오직 영원 혹은 무시간성에만 적합한 추상이기 때문이다. 다시 말하자면 고전 작품은 구체화된 이념이다. 음악 역시 초월성 내지 영원성을 지니고 있다. 음악은 시간과 이어져 있으면서도 시간에 흡수되지는 않는 까닭이다. 따라서 고전 작품은 본디 시간 안에서의 추상에 대한 예증이다.
A에 따르면 예술적으로 표상될 수 있는 가장 추상적인 이념은 감성의 원리이며, ＜돈 조반니＞에서 바로 이러한 원리가 표현되고 있다. 이 오페라는 시간과의 관계를 유지시키는 가장 추상적인 매체인 음악을 이용하여 돈 후안의 삶을 통해서 감성의 이념에 역사를 부여하고 있다. 오페라에서 돈 후안은 시간을 통하여 에로스적인 것을 지속시키려고 하고 직접성에 역사를 부여하려고 한다. A에 의하면, 모든 사랑은 감성적이고 감성은 직접적인 것이다. 사랑은 비판적 반성이나 개념이 없이 감각 내지 느낌에 의해 직접적으로 경험된다. A는 여기에서 에로스적인 것을 이해하는 두 가지 관점을 제시하고 있다. 그리스적 전통과 그리스도교가 바로 그것이다.

## 서지정보
- ≪직접적이며 에로틱한 단계들 또는 음악적이고 에로틱한 것≫, 임규정 역, 지만지, ISBN 978-89-6228-377-8